# Козімо Фанчеллі
Козімо Фанчеллі (італ. Cosimo Fancelli бл. 1620 — 3 квітня 1688) — італійський скульптор доби бароко, працював в Римі XVII ст.

## Біографія
За новими даними народився в Римі. Походить з родини художника Карло Фанчеллі. Мав рідного брата Джакомо Антоніо Фанчеллі, теж скульптора.
Первісно працював разом зі своїм братом. Обидва практично учні в великій римській майстерні Лоренцо Берніні. В період 1647–1648 років, як і всі помічники майстерні Лоренцо Берніні, працював над декором Базиліки Сятого Петра в Римі.
Близько 1645 року Козімо Фанчеллі почав працювати також самостійно. Так, для лікарні Св. Якова зробив три скульптури, серед яких Христос, Мадонна та Св. Яків. Працював також у співдружності над архітектурними творами художника й архітектора П'єтро да Кортона  — в церкві Санта-Марія-ін-Валічелла.
Для церкви Санті Лука е Мартіно створив скульптури Св. Дороти, Св. Сабіни та Св. Теодори. У співдружності зі скульптором Ерколе Феррата працював над декором церкви Санта-Марія-делла-Паче.
У два останні роки життя художника й архітектора П'єтро да Кортона попрацював з ним над декором церкви Св. Миколая Толентинського (в 1667–1668 рр.) Козімо Фанчеллі пощастило бачити Франческо Борроміні й працювати над декором його споруди католицького закладу Пропаганда віри.
Працював над декором споруд римського архітектора Карло Райнальді. Як скульптор брав участь в реставрації скульптур для Галереї Боргезе.

## Вибрані твори
- «Янгол»
- «Мадонна»
- «Христос»
- «Св. Яків»
- «Св. Дорот»
- «Св. Сабіна»
- «Св. Теодор»
- «Кардинал Джованні Альтієрі» (портретне погруддя)
- «Лоренцо Альтієрі» (портретне погруддя)

## Галерея

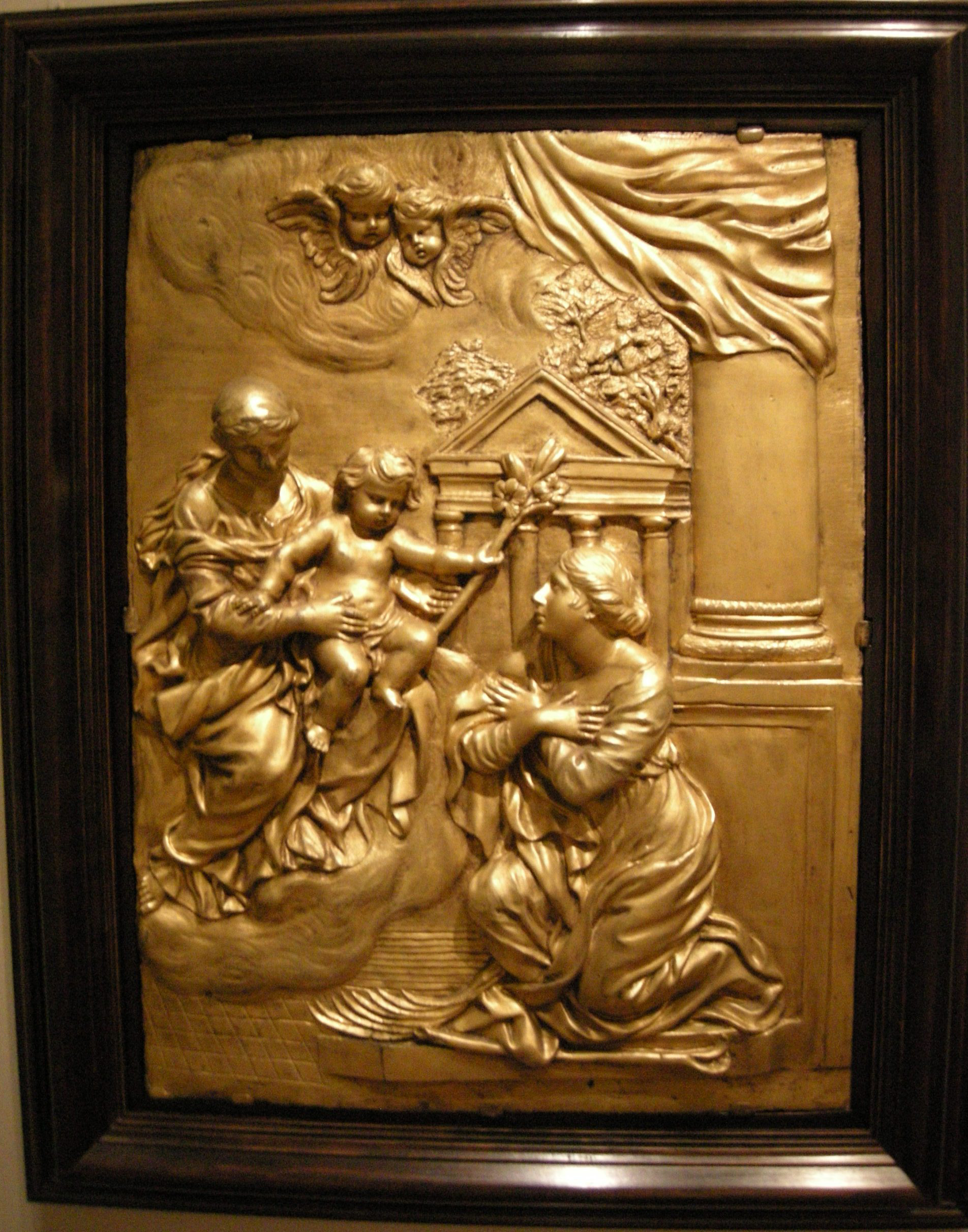
«Видіння мадонни з немовлям Св. Мартіною», 1650 р., тонований рельєф під золото
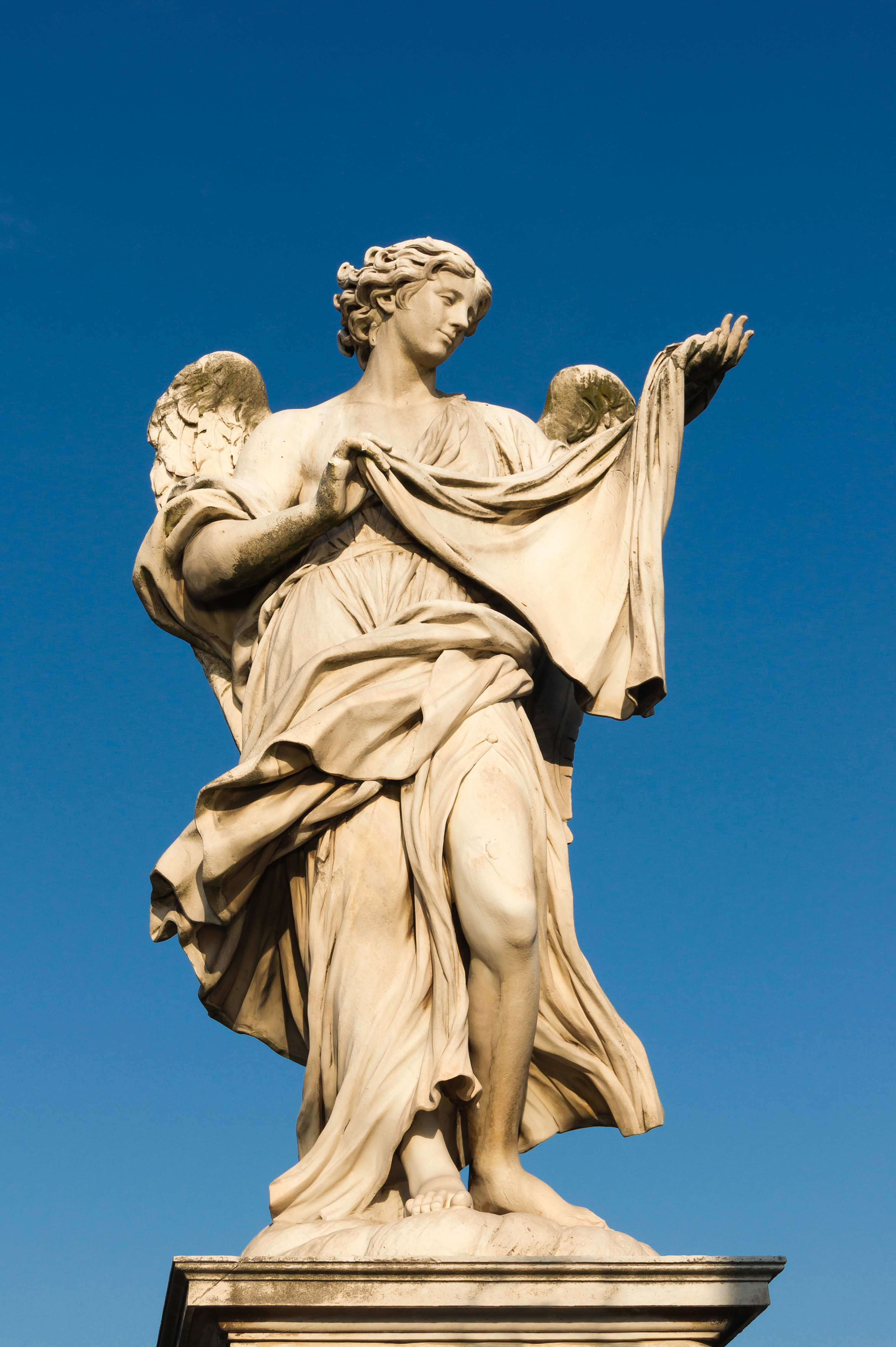
«Янгол з платом нерукотворного образу»
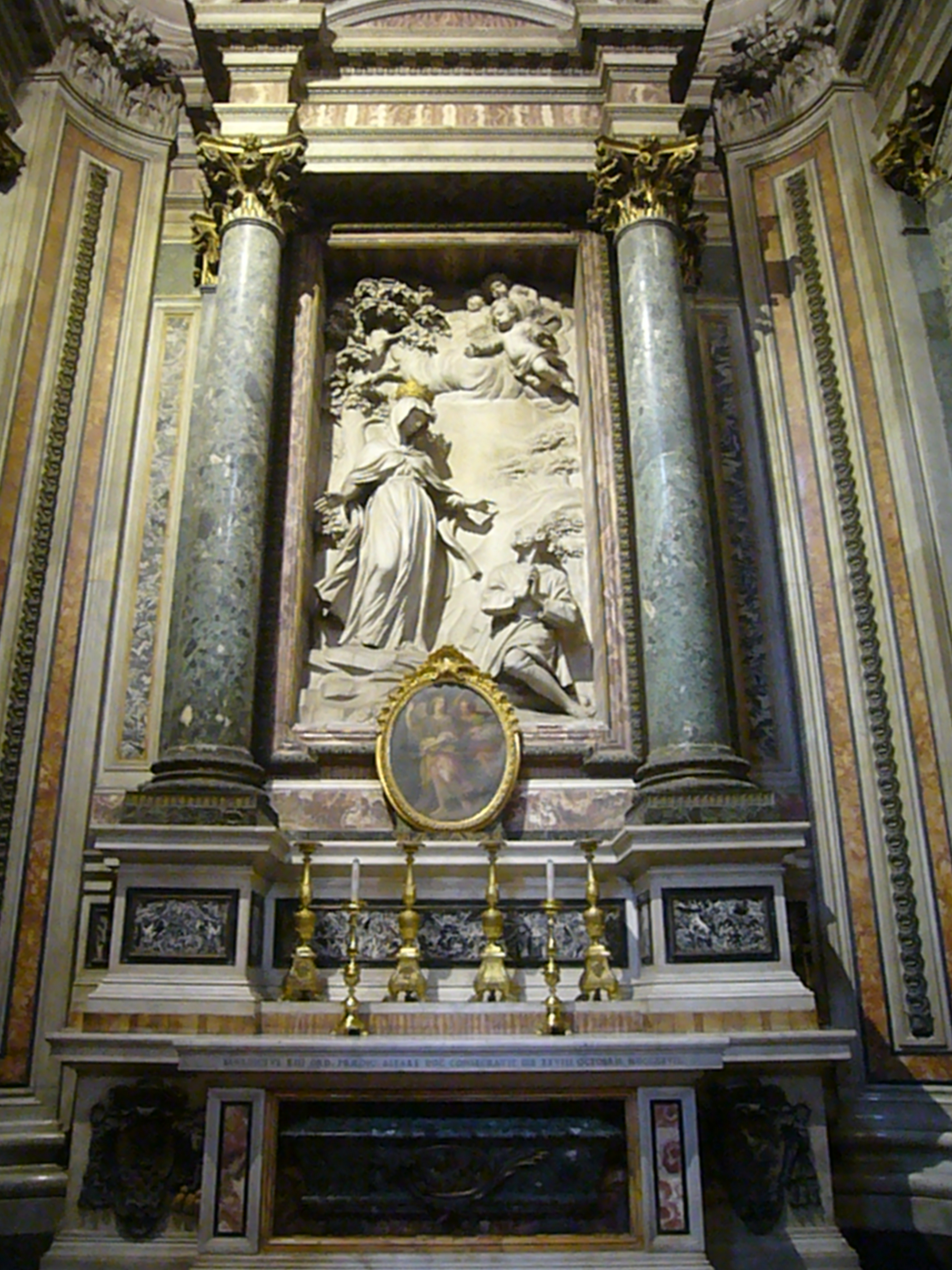
Скульптурний вівтар в каплиці Гавотті, ц-ва Миколая Толентинського, Рим.
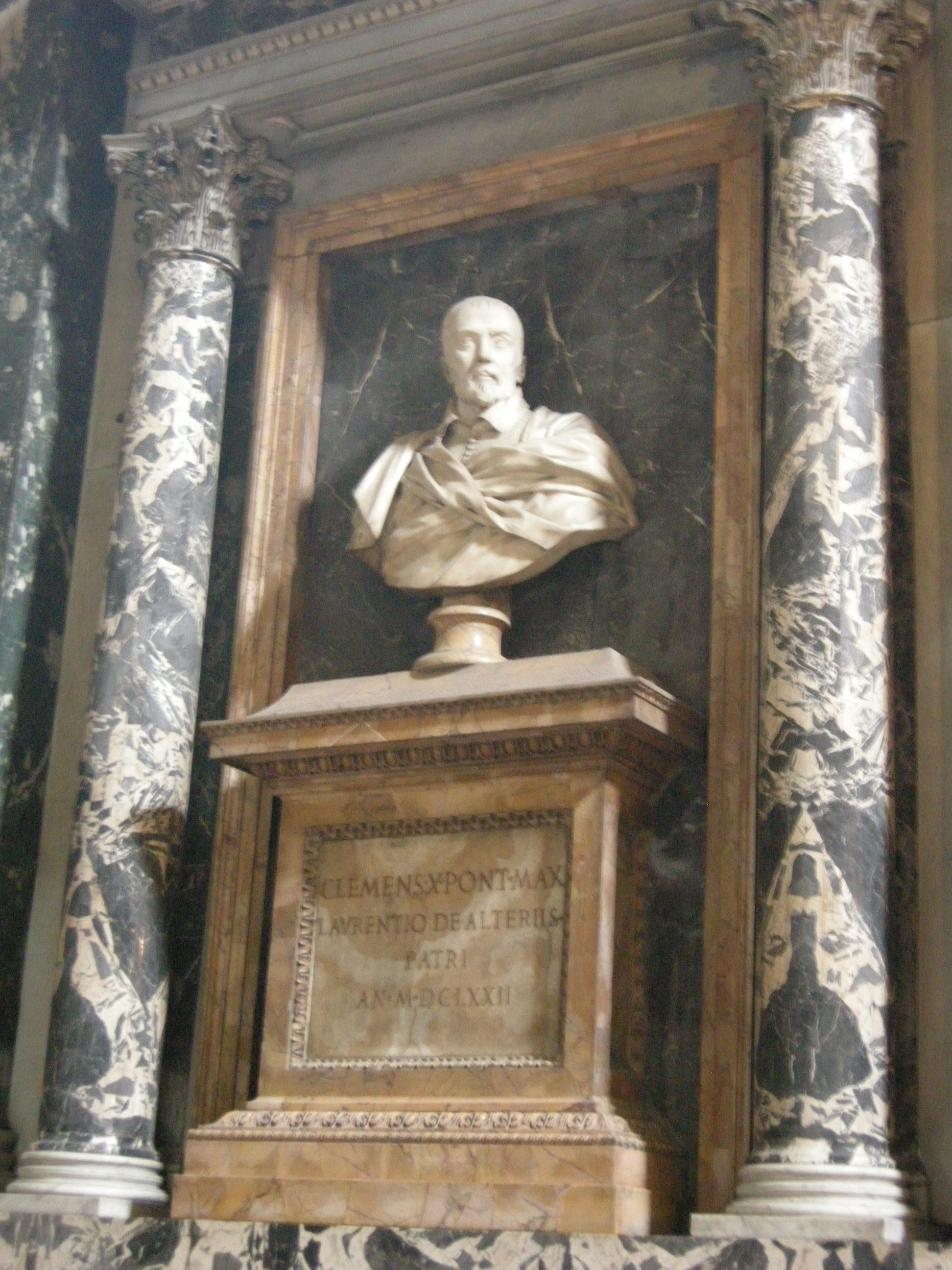
«Лоренцо Альтієрі» (портретне погруддя), каплиця ді Оньїсанті.